# (1592) Mathieu
(1592) Mathieu es un asteroide perteneciente al cinturón de asteroides descubierto el 1 de junio de 1951 por Sylvain Julien Victor Arend desde el Real Observatorio de Bélgica, Uccle.

## Designación y nombre
Mathieu recibió al principio la designación de 1951 LA.
Posteriormente se nombró en honor de uno de los nietos del descubridor.

## Características orbitales
Mathieu orbita a una distancia media del Sol de 2,768 ua, pudiendo alejarse hasta 3,61 ua. Tiene una inclinación orbital de 13,53° y una excentricidad de 0,3044. Emplea en completar una órbita alrededor del Sol 1682 días.